# Mandarinia duchessa
Mandarinia duchessa är en fjärilsart som beskrevs av Hans Fruhstorfer 1913. Mandarinia duchessa ingår i släktet Mandarinia och familjen praktfjärilar. Inga underarter finns listade i Catalogue of Life.